# Elementenbouw

Voorbeeld van elementenbouw

Elementenbouw of systeembouw, ook wel montagebouw of unitbouw genoemd, is het bouwen uit prefab-bouwonderdelen zoals vloeren, wanden en daken. Hierbij worden de elementen op de bouwplaats samengevoegd tot een geheel. Bij systeemwoningen betreft het huizen die op een kenmerkende manier gebouwd zijn en waar gebruik is gemaakt van repetitie. 

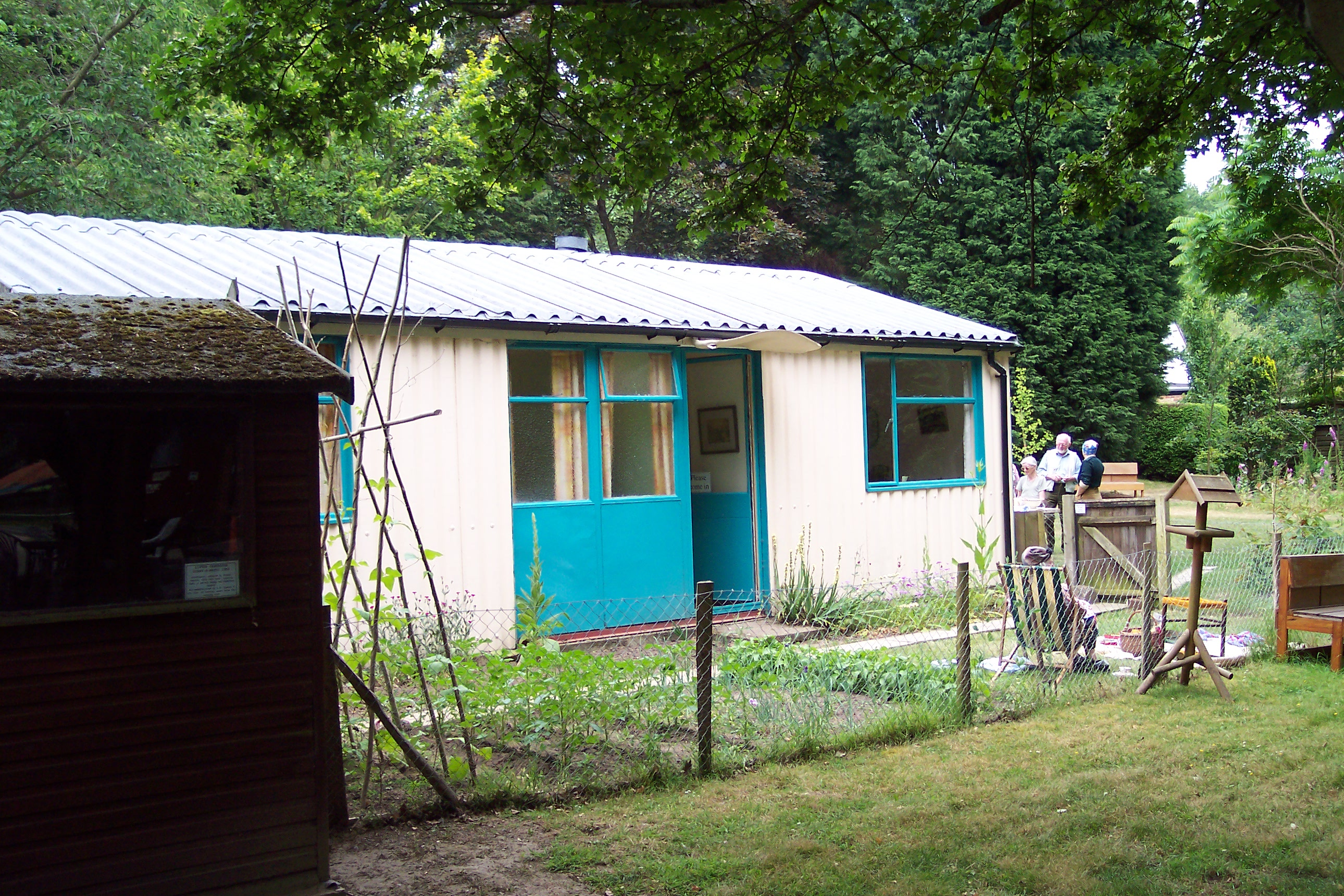
Voorbeeld van een unitgebouw

Elementenbouw is onder te verdelen in twee soorten, namelijk tijdelijke of semipermanente gebouwen, beter bekend als unitbouw of noodgebouwen, en permanente bouw. De meest voorkomende elementengebouwen zijn tijdelijke of semipermanent bedoelde gebouwen.

## Tijdelijke of semipermanente bouw
Tijdelijke of semipermanent bedoelde gebouwen zijn vaak noodgebouwen. De bedoeling van deze soort is dat de gebouwen demontabel zijn. Dat wil zeggen dat wanneer de gebruiker het gebouw niet meer nodig heeft het gebouw weer uit elkaar gehaald moet kunnen worden. Hierdoor krijg je een ander soort van montage in vergelijking met permanente bouw. Vaak worden dit soort gebouwen als hele units geplaatst. Hierbij worden de units opgebouw uit een vloerdeel, een aantal wanden, gevels en een dakdeel. Niet alle noodgebouwen worden overigens gesloopt, maar worden vaak hergebruikt of blijven staan voor verder gebruik.

## Permanente bouw
Permanente bouwwerken zijn bedoeld voor een lange levensduur. Dit betekent dat ze niet demontabel behoeven te zijn. Permanente systeembouw is opgebouwd uit losse geprefabriceerde elementen en meestal niet met complete units. Elementenbouw is niet alleen gebruikmaken van prefab-betonproducten, ook worden andere materialen gebruikt als elementen zoals hout (HSB-elementen) en staalskelet-elementen, dat vaak is opgebouwd uit aluminium profielen. Hiertoe behoren frames die gebruikt worden voor wanden en vloeren.
Deze vorm van bouwen wordt vaak toegepast wanneer er weinig ruimte rondom de bouwplaats aanwezig is. Dit vereist echter een zeer goede planning en zeer nauwkeurige maatvoering omtrent montage.

## Enkele systeemelementen
Een systeemvloer is een (meestal betonnen) vloer die volgens een bepaald systeem gelegd wordt, d.w.z. uitgaande van standaardonderdelen zoals betonbalken, en als isolatiemateriaal polystyreen (piepschuim). De stijve delen van de vloer zorgen voor de noodzakelijke wapening. Meestal is een afwerkvloer (dekvloer) nodig. Een voorbeeld van een bouwelement is de kanaalplaatvloer en andere prefab-betonproducten. 
Een systeemplafond is oorspronkelijk een verlaagd plafond dat bestaat uit een roosterwerk, meestal van aluminium, waarop plafondplaten van bepaalde standaardafmetingen worden gelegd. De systeemplafondplaten liggen los op het rooster en zijn eenvoudig omhoog te duwen, te verwijderen en weer terug te leggen.